# ОШ „Младост” Нови Београд
ОШ „Младост“ једна је од основних школа на Новом Београду. Школа се налази у улици Гандијевој број 99 у Блоку 64. Почела је са радом 1989, а први ученици су пристигли из школа „Јован Стерија Поповић” и „Ужичка република” (данашња „Кнегиња Милица”).
Школа је осмогодишња, али има и одељења за предшколски узраст. У марту 2006. године у школи је  отпочет пројекат „Школа без насиља” који подржава УНИЦЕФ и према писању сајта школе, ово је прва школа која је то урадила. Тежња школе је и превенција против болести зависности. У школи се реализују многобројне секције из области културе, уметности, науке, технике и спорта. Ђаци су постигли запажене резултате на такмичењима из разних предмета, посебно из биологије, географије и француског језика у току школске 2009/10. године и гимнастике и математике наредне године., као и пласман на „Интернет олимпијади” коју организује Математичко друштво „Архимедес” Такође, истиче се и рад ђака из области веронауке о чему је извештавао сајт СПЦ-а Учитељи ове школе су награђени због добре праксе коју спроводе. Награду им је уручило Друштво учитеља Београда 2011. године.